# Sánsoain (Leoz)
Sánsoain (Santsoain en euskera) es un localidad española de la Comunidad Foral de Navarra perteneciente al municipio de Leoz desde febrero de 1976. Está situado en la Merindad de Olite. Su población en 2024 fue de 22 habitantes (INE).

## Toponimia
Probablemente significa ‘lugar propiedad de un hombre llamado Sanso, y estaría formado de ese nombre de persona (que es la variante en euskera del popular Sancho) y el sufijo -ain que indica propiedad. Tiene el mismo origen que Sansoáin, la localidad de Urraúl Bajo, pero el acento tónico se pronuncia en sílabas diferentes. En documentos antiguos aparece como Sansoain de Orba (1094, NEN), Sansoango, Orti (1226, NEN), Sanssoan (1055, NEN), Sansoayn y Sanssoayn (1366, 1591, NEN).

## Geografía
Está situado a treinta y dos kilómetros de Pamplona. Esta localidad da nombre al río que forma la barranca.
En 1890, Sánsoain contó con 200 habitantes debido a los buenos pastos ganaderos y a la abundante caza. A finales del siglo XIX la población empezó a descender. Además a Sánsoain pertenecen dos caseríos actualmente despoblados: San Lorenzo y Muzqui-Iriberri.

## Geografía humana

### Demografía
| Gráfica de evolución demográfica de Sansoain entre 1842 y 1970 |
| |
| Población de derecho según los censos de población del INE Población de hecho según los censos de población del INEEn este censo se denominaba Sansoain y caseríos: 1842 Entre el censo de 1981 y el anterior, este municipio desaparece porque se integra en el municipio 31150 (Leoz) |

## Arte
Iglesia de Nuestra Señora de la Asunción, construcción protogótica de principios del siglo XIII. En el siglo XIV se añadió la bóveda de la cabecera, el coro alto de los pies y la cubierta del sotocoro. En las escaleras hay una decoración de ocho escudos de piedra policromados entre los que figuran las cadenas de Navarra y las armas de la casa de Évreux.
Varias imágenes de la parroquia están en el Museo Catedralicio Diocesano de Pamplona, entre ellas una talla de la Virgen con el Niño del siglo XIII.
En la localidad destacan también las estelas discoidales con las que está adornado el cementerio.

## Deporte
En Sánsoain está el coto de la Valdorba que tiene un bar restaurante, servicios de caza, tiro al plato y tiro con arco.